# 沙口站 (广东省)
沙口站是一个京广线上的铁路车站，位于广东省英德市沙口镇，建于1913年，邮政编码为513052。车站目前为四等站，不办理客货运业务。